# Knut Lilljebjörn
Knut Jakob Knutsson Lilljebjörn, född 4 april 1765, död 19 maj 1838, var en svensk militär, musiker och reseskildrare.

## Biografi
Han föddes som son till vice häradshövdingen Knut Jakob Lilljebjörn och Anna Elisabet Welin på Odenstads herrgård  på östra stranden av Byälven i Gillberga socken, nuvarande Säffle kommun i Värmland.
Efter ett par terminers vistelse vid Uppsala universitet anställdes han 1785 som fänrik vid Nerikes och Värmlands regemente men tog avsked redan 1788 för att ägna sig åt skötseln av sina ärvda egendomar. Dessutom ägnade han sig med förkärlek åt litterära arbeten och musik. År 1812 blev han medlem av Götiska förbundet. Han gifte sig 1788 med Elisabet Johanna Troili (som dog 1805) och 1812 med Kristina Elisabet Althar. Vid 65 års ålder lämnade han sina bestyr på landsbygden och flyttade in till Karlstad, där han avled 1838.
24 år efter hans död utgavs 1862 hans Hågkomster af fordna dagars tänkesätt, seder och bruk i min födelseort av hans son Henrik Lilljebjörn.
Lilljebjörn var känd som en utmärkt musiker, virtuos på violoncell. Hans måg Erik Gustaf Geijer hävdade att Lilljebjörn var Sveriges bästa cellist.
Geijer var gift med Knut Lilljebjörns yngsta dotter Anna Lisa (född 1790). Erik Gustaf och Anna Lisa var sysslingar; deras mödrar var kusiner. De förlovade sig 1808 och gifte sig 1816.
Knut Lilljebjörn är begravd på Västra kyrkogården i Karlstad.